# Gorna Kula, Kărdjali
Gorna Kula (în bulgară Горна Кула) este un sat în comuna Krumovgrad, regiunea Kărdjali,  Bulgaria. 

## Demografie
Componența etnică a satului Gorna Kula
     Turci (96,63%)
     Nicio identificare (3,36%)
     Altele (0%)
La recensământul din 2011, populația satului Gorna Kula era de 327 locuitori. Din punct de vedere etnic, majoritatea locuitorilor (96,63%) erau turci. Pentru 3,36% din locuitori nu este cunoscută apartenența etnică.